# Iosif Dalezios
Iosif Dalezios (griechisch Ιωσήφ Δαλέζιος, * 12. November 1961) ist ein griechischer Radrennfahrer.
Iosif Dalezios gewann 1995 das Eintagesrennen zu dem Berg Parnitha. In der Saison 2002 wurde er in Chalkidiki griechischer Meister im Einzelzeitfahren. 2005 gewann er mit seinen Teamkollegen das Mannschaftszeitfahren der nationalen Meisterschaft in Thiva. In der Saison 2008 wurde Dalezios in Trikala dann zum zweiten Mal griechischer Meister im Einzelzeitfahren.

## Erfolge
2002
- Griechischer Meister – Einzelzeitfahren

2008
- Griechischer Meister – Einzelzeitfahren
- Griechischer Meister – Paarzeitfahren (mit Michalis Kaklamanos)

2009
- Griechischer Meister – Teamzeitfahren (mit Pavlos Chalkiopoulos, Anestis Kourmpetis und Alexandros Mavridis)